# Une famille en péril
Une famille en péril (Against the Wild) est un téléfilm canadien réalisé par Richard Boddington, diffusé en 2013.

## Synopsis
Deux enfants vont survivre au crash de leur avion en plein territoire enneigé et glacial. Leur malamute va les aider et les protéger dans cet environnement très dangereux. En effet, ils devront affronter grizzlis, torrents d'eau glacée et le territoire hostile de l'Alaska. De leur côté, les parents font tout pour venir les secourir le plus rapidement possible...

## Fiche technique
- Titre original : Against the Wild
- Réalisation : Richard Boddington
- Scénario : Richard Boddington
- Photographie : Stephen Chandler Whitehead
- Durée : 90 min
- Date de diffusion :
  -  France : 29 décembre 2013 sur TF1

## Distribution
- Natasha Henstridge : Susan Wade
- CJ Adams : Zach Wade
- Ted Whittall : Robert Wade
- John Tench : Capitaine Walker
- Rainbow Sun Francks : Charlie Foster
- Erin Pitt : Hannah Wade
- Sarah Deakins : Sergent McCoy